# Richard Steven Horvitz
Richard Steven Horvitz conhecido como Richard Horvitz (nascido em 29 de julho de 1966) é um ator americano. Ele é conhecido por interpretar Alpha 5 em Mighty Morphin Power Rangers, Power Rangers: Zeo e Power Rangers: Turbo, Razputin em Psychonauts, Billy e seu pai Harold em The Grim Adventures of Billy & Mandy, Massa Cinzenta em Ben 10, Daggett em The Angry Beavers, Bumble em Kinectimals, Zim em Invader Zim, Mouth em Kick Buttowski, Orthopox em Destroy All Humans! e Moxxie e seu pai Crimson em Helluva Boss.